# Орландо (стадион)
Стадион «Орла́ндо» (англ. Orlando Stadium) — футбольный и регбийный стадион, расположенный в пригороде Йоханнесбурга Соуэто. Вмещает 37 тыс. зрителей. Домашняя арена футбольного клуба «Орландо Пайретс».

## История
Стадион «Орландо» изначально предназначался для матчей Йоханнесбургской бантустанской футбольной ассоциации. Он был открыт 2 мая 1959 года будущим мэром Йоханнесбурга Ианом Мальтцем. В основном на стадионе играли в футбол, но иногда проводились концерты и даже устраивались боксёрские поединки.
«Орландо» сыграл важную роль в борьбе с режимом апартеида. 16 июня 1976 года от 10 до 20 тысяч чернокожих учащихся начали марш на стадион «Орландо» в знак протеста против необходимости изучать в школах язык африкаанс (согласно закону 1974 года, большая часть школьных предметов с 1975 года должна была преподаваться на нём, несколько предметов — на английском, а на языках коренных народов могли преподаваться лишь богословие, музыка и физкультура). Затем часть протестующих отправилась в сторону одной из школ, скандируя антиафриканерские лозунги. Прибывшая полиция открыла огонь слезоточивым газом, что спровоцировало начало беспорядков и масштабных противостояний, получивших известность как «Восстание в Соуэто». После крушения режима апартеида в 1994 году на годовщину восстания президент ЮАР Нельсон Мандела выступил с речью к народу своей страны именно на стадионе «Орландо».
С 2008 по 2010 год стадион был полностью перестроен — фактически на месте старой арены была построена новая, с использованием стального каркаса. Формально вместимость стадиона «Орландо» выросла до 37 139 зрителей, однако уже в мае 2010 года в финале Супер Регби между «Буллз» и «Стормерз» на трибунах было официально зафиксировано 40 тыс. зрителей.
В 2010 году на «Орландо» состоялся концерт в честь открытия чемпионата мира по футболу в ЮАР. В нём приняли участие звёзды южноафриканской и мировой эстрады — Хью Масекела, Freshlyground, Алиша Киз, The Who, Келли Кларксон, Мэрайя Кэри, Род Стюарт, Dave Matthews Band, Manfred Mann’s Earth Band, Джастин Бибер, Джон Ледженд, Black Eyed Peas и Шакира, исполнившая гимн турнира Waka Waka (This Time for Africa). На время ЧМ-2010 «Орландо» выполнял роль резервной арены, если какой-либо основной стадион не смог бы принять запланированные матчи.

## Важнейшие мероприятия
- Финал Супер Регби 2010
- Концерт в честь открытия ЧМ-2010 по футболу